# GTR: The Ultimate Racing Game
GTR: The Ultimate Racing Game, GTR: FIA GT Racing Simulation, GTR lub GTR FIA Racing – gra komputerowa wyprodukowana przez SimBin Studios i wydana przez 10tacle Studios oraz Atari w 2005 i 2007 roku na PC. Wydanie wersji dla Xboxa zostało anulowane.

## Rozrywka
GTR: The Ultimate Racing Game jest grą posiadającą oficjalną licencję FIA z gatunku symulatorów wyścigów. Do gry zaimplementowano 56 licencjonowanych samochodów z odwzorowanymi parametrami technicznymi i wyglądem. Fizyka pojazdów została opracowana na podstawie danych telemetrycznych, którymi dysponują zespoły startujące w zawodach FIA GT Championship. Tory wyścigowe są zbliżone do tych istniejących w rzeczywistości, zostały wykonane przy wykorzystaniu systemu GPS. W grze dostępnych jest kilka widoków z różnych kamer.
W grze zawarto także tryb gry wieloosobowej.